# Eduard Trier
Eduard Trier (* 4. Januar 1920 in Köln; † 27. Juni 2009 ebenda) war ein deutscher Kunsthistoriker, Ausstellungskurator und Hochschullehrer. Von 1965 bis 1972 war er Direktor der Kunstakademie Düsseldorf. Trier war Verfasser zahlreicher Schriften zur modernen Kunst.

## Werdegang
Trier war ein Sohn des Postbeamten Hans Trier und dessen Ehefrau Helene Trier geb. Hagen. Sein älterer Bruder war der spätere Maler Hann Trier. Ab 1938 besuchte der das Gymnasium Kreuzgasse in Köln und wurde anschließend zum Kriegsdienst eingezogen. Nach seiner Entlassung aus US-amerikanischer Kriegsgefangenschaft studierte er Kunstgeschichte an der Universität zu Köln und an der Rheinischen Friedrich-Wilhelms-Universität Bonn. Sein Interesse galt der Bildhauerei des 14. und 15. Jahrhunderts und der Profan-Ikonographie des späten Mittelalters, doch verlor er nie die Entwicklungen der zeitgenössischen Kunst aus den Augen. Er schrieb seit 1948 Kunstkritiken für Tageszeitungen und Zeitschriften wie den Bonner General-Anzeiger, die Frankfurter Allgemeine Zeitung und Die Zeit. Er inventarisierte unter Hermann Schnitzler die Skulpturen des Kölner Schnütgen-Museums. 1952 wurde Trier mit einer Arbeit über die mittelalterlichen Holzskulpturen der acht Propheten aus dem Kölner Rathaus promoviert.
1953 heiratete er die Kölner Restauratorin Edith Brabender (1930–2019). Das Paar hatte drei Kinder, darunter Marcus Trier (* 1962). Eduard Trier starb 2009 im Alter von 89 Jahren. Er wurde in der Familiengrabstätte seiner Frau auf dem Kölner Melaten-Friedhof beigesetzt.

## Wirken
1959 war Trier Ausstellungskurator bei der von Arnold Bode inszenierten documenta II in Kassel und schrieb den Einleitungstext zum Band 2 des Katalogs. 1964 war er im Ausschuss für Malerei, Skulptur und Druckgrafik der von Bode und Werner Haftmann organisierten documenta III. Auf seinen Vorschlag hin nahm Joseph Beuys mit Zeichnungen und vier Skulpturen an der Ausstellung teil. In den Jahren 1964 und 1966 war Eduard Trier Kommissar des Deutschen Pavillons auf der Biennale von Venedig. 1964 stellte er die Arbeiten der Künstler Norbert Kricke und Joseph Fassbender vor, 1966 zeigte er in Venedig Werke von Horst Antes, Günter Haese und Günter Ferdinand Ris.
Am 1. April 1964 wurde Trier auf einen Lehrstuhl für Kunstgeschichte an der Kunstakademie Düsseldorf berufen. Von 1965 bis 1972 war er Direktor der Akademie und an den Auseinandersetzungen um die Zulassungsregeln der Akademie beteiligt, in deren Verlauf Joseph Beuys seine Entlassung durch das nordrhein-westfälische Wissenschaftsministerium unter Johannes Rau provozierte. Der auf Lebenszeit berufene Trier kündigte, sein Nachfolger wurde der Bildhauer Norbert Kricke. 1972 wurde ihm die Ehrenmitgliedschaft der Kunstakademie Düsseldorf verliehen.
Im selben Jahr wechselte Trier nach Bonn und wurde einer der beiden Direktoren des Kunsthistorischen Instituts der Rheinischen Friedrich-Wilhelms-Universität Bonn, 1985 wurde er emeritiert. Trier gehörte der Jury des Max-Ernst-Stipendiums der Stadt Brühl an und war Mitglied im wissenschaftlichen Beirat der Max Ernst Gesellschaft.

## Ehrungen
Trier wurde am 7. November 1991 mit dem Verdienstorden des Landes Nordrhein-Westfalen ausgezeichnet.

## Schriften
- Die Propheten-Figuren des Kölner Rathauses. In: Wallraf-Richartz-Jahrbuch, ISSN 0083-7105, 15. Jahrgang 1953, S. 79–102.
- Ein Beitrag zur Profan Ikonographie des Mittelalters. In: Wallraf-Richartz-Jahrbuch, ISSN 0083-7105, 19. Jahrgang 1957, S. 193–224.
- Moderne Plastik. Von Auguste Rodin bis Marino Marini. Gebr. Mann, Berlin 1954.
- (gemeinsam mit Willy Weyres als Hrsg.): Kunst des 19. Jahrhunderts im Rheinland. 5 Bände, Schwann, Düsseldorf 1980, ISBN 3-590-30251-8.
- Als Freigelassener im Bonner Vorfrühling. In: Bonn. Jahre des Aufbruchs. General-Anzeiger, Bonn 1986.
- Bildhauertheorien im 20. Jahrhundert. neu bearbeitete, verbesserte und erweiterte 5. Auflage, Gebr. Mann, Berlin 1999, ISBN 3-7861-1879-5.
- Schriften zu Max Ernst. (Herausgegeben von Jürgen Pech) Wienand, Köln 2000, ISBN 3-87909-337-7.